# Прямые иностранные инвестиции
Прямые иностранные инвестиции (сокр. ПИИ) — инвестиции, направленные на длительный контроль инвестора над хозяйственными операциями компании-получателя в другой стране. Размер доли собственности компании, необходимой для эффективного управления, составляет более 10% компании.

## Определения
Прямые иностранные инвестиции – инвестиции, обеспечивающие контроль инвестора над хозяйственными операциями компании-получателя в другой стране, подразумевая прямой контроль над менеджментом или другими активами компании-получателя инвестиций. 
Прямой контроль – участие в собственности компании, которое позволяет эффективно контролировать управление компании.  Размер доли собственности компании, необходимой для эффективного управления, в разных странах устанавливается законодательно (в Германии и Великобритании более 20%, в России и в ряде других стран более 10%). Контроль может осуществляться через владение технологии, ноу-хау, лицензионных соглашений, через контракты, через контроль поставок материалов, соглашений о менеджменте, кредитных ресурсов.
Инвестиции – средства, направляемые на достижение целей, а не на потребление: в физический капитал (оборудование, машины, здания и инфраструктуру), в человеческий капитал (расходы на образование, обучение, развитие профессиональной мобильности), в технологии (финансирование НИОКР), в финансовые активы (акции, облигации)
. 
Иностранные инвестиции – инвестиции одной страны в другую. 
Прямые инвестиции – вложения, обеспечивающие длительный контроль инвестора над хозяйственными операциями компании-получателя, чем и отличаются от портфельных инвестиций, которые ориентированы на краткосрочные финансовые выгоды.

## Основные способы ПИИ
- Создание за рубежом филиала или предприятия, которое находится в 100% собственности инвестора;
- Поглощение или покупка иностранного предприятия;
- Финансирование работы филиалов;
- Приобретение имущественных прав: прав пользования землёй, природными ресурсами и т. п.;
- Предоставление прав на использование ноу-хау, технологий и др.;
- Покупка акций/паёв в уставном капитале иностранной компании, дающих право контролировать деятельность предприятия[2].

## Выгодность ПИИ для компании-инвестора
Компания-инвестор получает преимущества от прямых иностранных инвестиций на рынках принимающей страны по сравнению с местными компаниями:
- согласно эклектической парадигме[англ.] Дж. Даннинга[англ.] за счет географического размещения своего производства в принимающей стране, абсолютного преимущества в издержках за счет низких цен факторов производства, занятия доли рынка в стране за счет обхода торговых барьеров, за счет эффекта от масштаба;
- согласно теории монополистических преимуществ[англ.] Стивена Хаймера[англ.] и Чарльза Киндлбергера за счет имеющегося специфического преимущества фирмы-инвестора, чтобы преодолеть преимущества отечественных предприятий принимающей страны: маркетинговые знания, доступ к финансовым ресурсам, управленческие знания, синергия вертикально-интегрированной структуры;
- согласно Г. Джонсону за счет технологических знаний и опыта фирмы[3];
- согласно Р. Кейвзу[англ.] за счет дифференциации продукции[4];
- согласно теории интернализации[англ.]*, описанных в работах П. Бакли и М. Кэссона[5], Д. Тиса[англ.], С. Мэйджи, А. Рагмэна[англ.][6], за счет экономии транзакционных издержек, связанных с поиском партнеров по сделкам, заключением сделок и контролем за их исполнением.

## Положительный эффект от ПИИ
Важным положительным результатом привлечения прямых иностранных инвестиций для экономики страны-реципиента ПИИ может стать получение и последующее распространение более передовых технологий производства и управления. При реализации зарубежных проектов инвесторы, как правило, стараются использовать наиболее выгодное соотношение доступных им факторов производства, включая и технологии в виде патентов, лицензий, "ноу-хау". В дальнейшем ввезенные технологии могут распространяться в экономике принимающей страны. В этой связи интересным является разделение путей влияния прямых иностранных инвестиций на внедрение зарубежных технологий в странах-реципиентах на прямые и опосредованные.
Прямое (непосредственное) влияние прямых иностранных инвестиций на внедрение зарубежных технологий прежде всего может быть представлено импортом более совершенных технологий производства, импортом более совершенного оборудования, производством более совершенной продукции, импортом более совершенных технологий управления, в том числе управления продажами предприятием с участием иностранных инвестиций.
Опосредственное влияние прямых иностранных инвестиций на внедрение зарубежных технологий, как правило, прежде всего может быть представлено эффектом подготовки специалистов на предприятиях с участием иностранных инвестиций (имеется в виду повышение квалификации местных специалистов, личное общение квалифицированных работников предприятий с участием иностранных инвестиций с их коллегами, работающими в прочих предприятиях, переход квалифицированных работников предприятий с участием иностранных инвестиций на работу в прочие предприятия), связи между предприятиями с участием иностранных инвестиций и местными потребителями их продукции и их местными поставщиками, демонстрационный эффект (демонстрация технологий, используемых предприятиями с участием иностранных инвестиций и их последующая имитация местными производителями). 
Степень позитивного (либо отрицательного) эффекта влияния привлечения ПИИ на внедрение зарубежных технологий в стране-реципиенте ПИИ во многом зависит от возможности местных производителей повышать уровень используемых ими технологий под влиянием работы предприятий с участием иностранных инвестиций, что зависит от уровня развития человеческого капитала в стране-реципиенте ПИИ. Отсутствие специалистов, способных внедрить либо перенять технологии, используемые зарубежными инвесторами, может с большой степенью вероятности привести к отрицательному влиянию на развитие местных компаний-конкурентов предприятий с участием иностранных инвестиций и вытеснению местных производителей с рынков сбыта(если такие компании имеются), что на практике приводит к появлению необходимости регулирования степени стимулирования привлечения ПИИ и разработки комплексной государственной политики, стимулирующей желательные направления и ограничивающей нежелательные направления привлечения ПИИ.
Также привлечение ПИИ для экономики страны-реципиента может привести к повышению темпов инновационного развития экономики, прежде всего в результате проведения НИОКР предприятием с участием иностранных инвестиций, и опосредованно - за счет эффекта конкуренции, когда национальные предприятия, конкурирующие с предприятиями с участием иностранных инвестиций, вынуждены усовершенствовать используемые технологии.

## Отрицательный эффект от ПИИ
Зарубежный инвестор в принимающей стране — это чаще всего олигополист или монополист на каком-либо рынке, которые осуществляет ПИИ с целью удушения конкуренции и сохранения контроля над рынком согласно выводам Стивена Хаймера.
Отрицательное воздействие ПИИ на принимающую экономику связано:
- согласно модели Маркузена—Хорстманна—Венейблс[англ.][10], со снижением благосостояния национальных компаний и последующего вытеснения их с рынка, так как отечественная экономика является малой, а значит национальные предприятия не могут обеспечить более низкие среднее издержки из-за эффекта масштаба по сравнению с многонациональными корпорациями (МНК);
- согласно эмпирическим исследованиям Дж. Конингса[11], С. Дянкова и Б. Хоэкмана[12], с отсутствием положительных эффектов от трансферта технологий и снижением производительности в национальных компаниях: иностранные компании перетягивают наиболее квалифицированную рабочую силу из национальных компаний, и технологический уровень национальных компаний находится на таком низком уровне, что не позволяет эффективно использовать передовые технологии компаний с ПИИ;
- согласно эмпирическому исследованию Беаты Смарыньской[13], в котором подтверждается факт, что инвесторы, пришедшие на рынки принимающих стран, не обладают высокими технологиями, не относятся к высокотехнологическим отраслям, и используют стандартные, устоявшиеся технологии, с помощью которых находят рынки сбыта, вытесняя национальные компании с рынка;
- согласно работе Кадочникова С. М. и результатам эмпирических исследований Б. Аиткена и А. Хэррисона[14], М. Хаддада и А. Хэррисона[15], которые приходят к выводу, что большинство компаний, инвестирующие в принимающей экономике, ориентированы не на снижение издержек производства и последующего экспорта продукции, а на завоевание местного рынка;
- согласно эмпирическому исследованию А. Кокко[16], в котором не подтверждается гипотеза Р. Финдли[англ.] о высоком темпе роста технического прогресса в стране-импортёре в случае технологического отрыва инвестора от местных компаний.

## Регулирование ПИИ
Современные инвестиционные процессы носят дихотомичный характер – с одной стороны они характеризуются продолжающейся либерализацией законодательства в сфере инвестиций, а с другой – усилением регулирования инвестиций для сохранения социальной ориентированности экономики в развитых странах.
Регулирование иностранных инвестиций осуществляется как на национальном, так и на дву- или многостороннем либо региональном уровне.
Главным источником международного инвестиционного права относительно регулирования ПИИ является Agreement on Trade-Related Investment Measures (TRIMS, Соглашение по торговым аспектам инвестиционных мер ТРИМС). Оно принято в 1994 г. Всемирной Торговой организацией в ходе Уругвайского раунда переговоров.

## ПИИ в мире

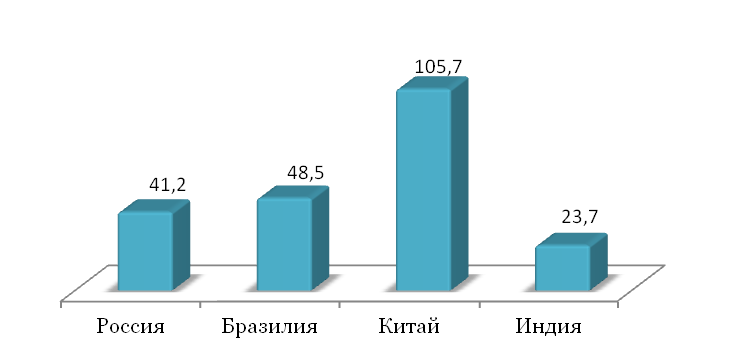
Сравнительная диаграмма поступления ПИИ в страны БРИК в 2010 году

По данным UNCTAD, общий объём ПИИ в мире в 2008 году составил $ 2,1 трлн, что приблизительно равно 53% от бюджета США 2009 года ($ 3,9 трлн) или в 10,5 раз больше доходной части бюджета России 2009 года.
При этом в общем объёме ПИИ, на долю развивающихся экономик приходится, как правило, более 60%. Это объясняется тем, что развивающиеся рынки хоть и обладают повышенным риском невозврата средств, но компенсируют это более высокой доходностью в более сжатые сроки (в случае успешной реализации инвестиционного проекта).
По состоянию на 2001 год ПИИ в Китае составили $ 493 млрд. В 2009 году общий объём ПИИ из Китая превысил $ 180 млрд.
По итогам 2010 года, в Россию поступило $ 41,2 млрд, в Китай — $ 105,7 млрд, а в Бразилию — $ 48,5 млрд. Индия получила — $ 23,7 млрд.
По данным UNCTAD за 2013 год крупнейшим реципиентом прямых инвестиций в мире были США, затем шёл Китай, а на 3-м месте – Россия (которая единовременно поднялась на рекордно высокое место за счёт сделки между BP и Роснефтью). В 2015 году Россия занимала 19 место в списке стран по полученным ПИИ.

## ПИИ в России
В России реализация инвестиционных проектов регулируется законодательно, а в исполнительной ветви власти присутствует государственный орган, ответственный за выработку государственной политики в области инвестиций (Минэкономразвития России). На региональном уровне также создаются собственные структуры по работе с инвесторами. 
Федеральные законы, регулирующие реализацию инвестиционных проектов в России, в первую очередь с участием ПИИ:
- Федеральный закон от 09.07.1999 г. № 160-ФЗ «Об иностранных инвестициях в Российской Федерации»;
- Федеральный закон от 29.04.2008 г. № 57-ФЗ «О порядке осуществления иностранных инвестиций в хозяйственные общества, имеющие стратегическое значение для обеспечения обороны страны и безопасности государства».

На основании эмпирических исследований С.М.Кадочникова основными мотивами ПИИ в России являются: доступ к обслуживанию внутреннего рынка и доступ к природным ресурсам. Ключевым фактором  о принятии решения о начале бизнеса в России является размер российского рынка. 
Юдаева К. В, Козлов К.К., Мелентьева Н.Ю., Пономарева Н.Б. в работе «Влияет ли доля иностранного участия? Опыт России» отмечают, что компании с ПИИ в России обладают более высокой производительностью труда, чем национальные компании. Иностранные компании с долей участей более 90% иностранных инвесторов производительней, чем совместные предприятия, в которых доля иностранного участия ниже. Малые фирмы (численностью менее 200 человек), не имеющий доступ к дешевым финансовым ресурсам, вытесняются с рынка иностранными компаниями, особенно явно это выражено на региональном уровне.  Иностранные компании вытесняют российские фирмы с рынков, отрицательно влияя на национальное благосостояние. Вытеснение происходит на региональных рынках и в отраслях с высоким уровнем рыночной концентрации и низким уровнем технологического отрыва.

## ПИИ в Китае
Результаты исследования опыта привлечения ПИИ в Китайской Народной Республике показывают, что в китайской промышленности существует прямая связь между уровнем технологической сложности отрасли производства и ролью предприятий с участием иностранного капитала в ней (чем выше стадия переработки продукта, тем роль предприятий с зарубежными инвестициями в отрасли выше), что с одной стороны показывает важную роль привлечения ПИИ в успешном развитии современных высокотехнологичных отраслей китайской промышленности и сокращении технологического отставания Китая, а с другой стороны отражает важность именно отраслевого принципа стимулирования привлечения ПИИ в КНР. Отраслевой принцип стимулирования (либо запрещения) работы иностранных инвесторов в Китае выражается в поощрении ПИИ в отрасли, развитие которых без использования опыта зарубежных компаний (современных технологий и современного производственного оборудования, знания международных рынков и навыков управления и подготовки квалифицированного персонала) затруднительно, при этом наличие некоторой степени контроля отрасли со стороны иностранного капитала не представляет собой какой-либо угрозы для государственной безопасности. Ограничение ПИИ в определенных отраслях (к примеру, добыча и переработка руд драгоценных металлов, производство определенных алкогольных напитков, производство биотоплива, бизнес в сфере коммерческой недвижимости, некоторые "устаревшие" для современного КНР производства) могут быть выражены в возможности осуществления ПИИ лишь в форме совместного предприятия с китайскими партнерами, в том числе при обязательном контроле предприятия с китайской стороны. Запрещение осуществления ПИИ, как правило, касается отраслей, связанных с культурным и природным наследием (производство лекарственных средств традиционной китайской медицины и определенных сортов чая, обработка слоновой кости) и отраслей, связанных с интересами государственной безопасности (производство оружия, управление воздушным движением, почтовые услуги, средства массовой информации).